# Tore Svennberg
Tore Svennberg (28 de febrero de 1858 – 8 de mayo de 1941) fue un actor y director teatral de nacionalidad sueca, con una carrera artística que se prolongó a lo largo de más de cinco décadas.

## Biografía
Su nombre completo era Olof Teodor Svennberg, y nació en Estocolmo, Suecia. Debutó en el teatro actuando en el Folkan Theatre de su ciudad natal en 1877. Desde 1878 a 1891 trabajó con varias compañías teatrales itinerantes junto a la actriz Julia Håkansson, actuando ocasionalmente para el director teatral sueco Albert Ranft.
En el Svenska teatern de Estocolmo actuó en varios dramas de August Strindberg: Gustav Vasa, Erik XIV (que protagonizó en 1899), El sueño (1907) y Dödsdansen (1919). También interpretó muchos personajes de Henrik Ibsen: fue Helmer en Casa de muñecas en 1889, Hjalmar Ekdahl en El pato silvestre (1891), y Borkman en John Gabriel Borkman (1897).
En 1920, Svennberg ingresó en el Teatro Dramaten, del cual fue director entre 1922 y 1928. En ese período se centró en atraer al público representando piezas clásicas y de autores extranjeros.
Svennberg también actuó en varias películas, la primera de ellas dirigida por Victor Sjöström en 1919, el drama Ingmarssönerna, basada en la novela Jerusalén, de Selma Lagerlöf. Interpretó su último papel en el cine a los 82 años de edad, en el drama de Per Lindberg Stål (1940). Fuera de su país es quizás más conocido por trabajar en 1938 en la cinta Un rostro de mujer, en la que actuaba junto a la actriz Ingrid Bergman.
Tore Svennberg falleció en Estocolmo, Suecia, en 1941. Había estado casado desde 1905 con la actriz Karin Wiberg (1878–1950).

## Teatro

### Actor
- 1888 : Hela verlden, de José Echegaray, Sala August Lindberg[5]
- 1891 : Hamlet, de William Shakespeare, Stora Teatern de Gotemburgo[6]
- 1893 : Sylvi, de Minna Canth, Teatro Sueco de Helsinki[7]
- 1898 : Marcelle, de Victorien Sardou, Vasateatern[8][9][10]
- 1898 : Kungsämnena, de Henrik Ibsen, escenografía de Harald Molander, Vasateatern[11]
- 1898 : Hemmet, de Hermann Sudermann, Vasateatern[12]
- 1898 : Moder Jorden, de Max Halbe, Vasateatern[13]
- 1899 : Gustav Vasa, de August Strindberg, Svenska teatern[14]
- 1899 : Erik XIV, de August Strindberg, Svenska teatern[15]
- 1900 : Når vi døde vågner, de Henrik Ibsen, Svenska teatern[16]
- 1900 : Lavendel, de Arthur Wing Pinero, Svenska teatern[17]
- 1900 : Agnes Jordan, de Georg Hirschfeld, Svenska teatern
- 1900 : En lyckoriddare, de Harald Molander, Svenska teatern
- 1900 : Provkandidaten, de Max Dreyer, Svenska teatern[18]
- 1901 : Folkungasagan, de August Strindberg, Svenska teatern[19]
- 1901 : Solfjädern, de Oscar Wilde, Svenska teatern
- 1905 : Kedjan, de Herman Heijermans, Vasateatern[20][21]
- 1906 : Fordringsägare, de August Strindberg, Vasateatern[22][23]
- 1906 : Stadens stolthet, de Gustav Wied, Vasateatern[24]
- 1906 : Spindelväven, de Thore Blanche, Vasateatern[25]
- 1906 : Solfjädern, de Oscar Wilde, Vasateatern[26]
- 1906 : Småborgare, de Máximo Gorki, Svenska teatern[27]
- 1906 : Pelléas et Mélisande, de Maurice Maeterlinck, Svenska teatern[28]
- 1907 : Casa de muñecas, de Henrik Ibsen, Svenska teatern[29]
- 1907 : El sueño, de August Strindberg, Svenska teatern[30]
- 1907 : Mannen och hans överman, de George Bernard Shaw, Svenska teatern[31][32]
- 1907 : Johannes, de Hermann Sudermann, Svenska teatern[33]
- 1908 : En vintersaga, de William Shakespeare, Svenska teatern[34][35]
- 1908 : Två konungar, de Ernst Didring, Svenska teatern[36]
- 1908 : Simson, de Henry Bernstein, Svenska teatern[37]
- 1908 : Karen Borneman, de Hjalmar Bergstrøm, Svenska teatern[38]
- 1909 : Den röda hanen, de Palle Rosenkrantz, Svenska teatern[39][40]
- 1909 : Mrs Dot, de W. Somerset Maugham, escenografía de Karl Hedberg, Svenska teatern[41]
- 1909 : Bjälbojarlen, de August Strindberg, escenografía de Victor Castegren, Svenska teatern[42]
- 1909 : Tjänaren i huset, de Charles Rann Kennedy, escenografía de Victor Castegren, Svenska teatern[43][44]
- 1909 : Djävulens lärjunge, de George Bernard Shaw, escenografía de Karl Hedberg, Svenska teatern[45]
- 1909 : Rövarbandet, de Friedrich von Schiller, Svenska teatern[46]
- 1910 : Ybeck, de Ludvig Nordström, Svenska teatern[47]
- 1910 : Karlavagnen, de Tor Hedberg, Svenska teatern[48]
- 1910 : Nils Ehrensköld, de Gustaf von Horn, Svenska teatern[49]
- 1910 : Örnarna, de Ernst Didring, escenografía de Karl Hedberg, Svenska teatern[50]
- 1910 : De ungas förbund, de Henrik Ibsen, Svenska teatern[51]
- 1910 : Konserten, de Hermann Bahr, Svenska teatern[52]
- 1911 : Wallenstein, de Friedrich Schiller, escenografía de Gunnar Klintberg, Svenska teatern[53]
- 1912 : Gustav Vasa, de August Strindberg, Svenska teatern[54]
- 1912 : Höga rättvisan de Lothar Schmidt, escenografía de Sven Söderman, Svenska teatern[55]
- 1912 : Quo Vadis?, de Henryk Sienkiewicz, Svenska teatern[56]
- 1912 : De fem frankfurtarna, de Carl Rössler, Svenska teatern[57]
- 1914 : La doncella de Orleans, de Friedrich Schiller, Svenska teatern[58]
- 1919 : Kungen, de Emmanuel Arène, Gaston Arman de Caillavet y Robert de Flers, escenografía de Gunnar Klintberg, Svenska teatern[59]
- 1920 : Markis von Keith, de Frank Wedekind, escenografía de Karl Hedberg, Dramaten
- 1920 : Låt oss skiljas, de Victorien Sardou y Émile de Najac, escenografía de Karl Hedberg, Dramaten
- 1921 : Vi mördare, de Guðmundur Kamban, escenografía de Karl Hedberg, Dramaten
- 1921 : Dödsdansen, de August Strindberg, escenografía de Gustaf Linden, Dramaten
- 1921 : Villa Hjärtedöd, de George Bernard Shaw, escenografía de Karl Hedberg, Dramaten
- 1921 : Mästaren, de Hermann Bahr, escenografía de Gustaf Linden, Dramaten
- 1922 : Stulen lycka, de Giuseppe Giacosa, escenografía de Tore Svennberg, Dramaten
- 1922 : Skuggorna, de Jean Sarment, escenografía de Tore Svennberg, Dramaten
- 1923 : Den stora rollen, de Runar Schildt, escenografía de Tore Svennberg, Dramaten
- 1924 : Älska, de Paul Géraldy, escenografía de Tore Svennberg, Dramaten
- 1924 : En vintersaga, de William Shakespeare, escenografía de Karl Hedberg, Dramaten
- 1925 : Seis personajes en busca de autor, de Luigi Pirandello, escenografía de Tore Svennberg, Dramaten
- 1926 : Främlingen, de Sven Åkerberg, escenografía de Olof Molander, Dramaten
- 1928 : Crainquebille, de Anatole France, escenografía de Per Lindberg, Dramaten
- 1928 : Rosmersholm, de Henrik Ibsen, escenografía de Per Lindberg, Dramaten
- 1928 : Patrasket, de Hjalmar Bergman, escenografía de John W. Brunius, Oscarsteatern[60]

### Director
- 1922 : Tristi Amori, de Giuseppe Giacosa, Dramaten
- 1922 : Skuggorna, de Jean Sarment, Dramaten
- 1922 : Den starkare, de August Strindberg, Dramaten
- 1923 : Påsk, de August Strindberg, Dramaten
- 1923 : Den stora rollen, de Runar Schildt, Dramaten
- 1924 : Älska, de Paul Géraldy, Dramaten
- 1925 : Seis personajes en busca de autor, de Luigi Pirandello, Dramaten
- 1926 : Breven med utländska frimärken, de Ilja Surgutsjov, Dramaten
- 1927 : Juno och påfågeln, de Sean O'Casey, Dramaten

## Filmografía
- 1919 : Ingmarssönerna
- 1920 : Klostret i Sendomir
- 1921 : En vildfågel
- 1921 : Körkarlen
- 1922 : Vem dömer
- 1929 : Säg det i toner
- 1930 : Fridas visor
- 1933 : Vad veta väl männen?
- 1935 : Bränningar
- 1938 : En kvinnas ansikte
- 1940 : Stål